# Korpus Piechoty Morskiej Stanów Skonfederowanych
Korpus Piechoty Morskiej Stanów Skonfederowanych (ang. Confederate States Marine Corps) (CSMC) – gałąź marynarki Stanów Skonfederowanych utworzona aktem kongresu z 16 marca 1861 roku. Początkowo jego siłę określono na 45 oficerów i 944 żołnierzy, jednakże 24 września 1862 roku zwiększono liczbę żołnierzy do 1026. Formowanie rozpoczęto w Montgomery, a ukończono w Richmond po przeniesieniu stolicy. Siedziba główna oraz obóz treningowy „Camp Beall” pozostał do końca wojny w stoczni Gosport w Norfolk.

## Sformowanie
Konfederacki Korpus Piechoty Morskiej był wzorowany na korespondującej organizacji Stanów Zjednoczonych, którą określano jako „wyjątkowo dobrą i dobrze zdyscyplinowaną”. Do różnic należały: fakt organizowania się CSMC w permanentne kompanie, zastąpienie fujarki spotykaną w wojsku brytyjskim trąbką sygnałową oraz umundurowanie podobne noszonego przez Royal Marines. W czasie przebywania na lądzie delegowało oddziały gwardyjskie do obrony portów w:
- Richmond
- Camp Beall, w pobliżu Fortu Darling w Drewry’s Bluff
- Wilmington – Fort Fisher
- Charlotte
- Charleston
- Hilton Head Island
- Savannah
- Pensacola – (zajmowali się obsługą nabrzeżnych dział)
- Mobile

Grupy morskie służyły na wielu okrętach wojennych, a nawet krążownikach.

## Organizacja
Korpus został sformowany na początku wojny z trzech podstawowych źródeł:
- Szesnastu oficerów oraz stu żołnierzy rezygnujących lub dezerterujących z Korpusu Piechoty Morskiej USA[3]
- Amalgamatu organizacji stanowych takich jak Virginia State Marines
- Rekrutacji

### Ludzie

Ranga kapitana oznaczona belkami na kołnierzu i węzłami tyrolskimi na rękawach.

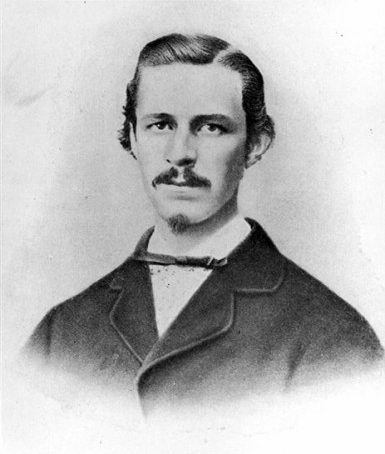
por. Beckett K. Howell

Komendant-Pułkownik Lloyd Beall stwierdził, iż CSMC „był złożony z wielu starych żołnierzy i podoficerów, którzy wcześniej służyli w Korpusie Piechoty Morskiej i w innych jednostkach Stanów Zjednoczonych.” Do oficerów, którzy zrezygnowali z żołdu wojsk federalnych należeli:
| Imię i nazwisko                 | Stan                |
| ------------------------------- | ------------------- |
| Major Henry B. Tyler (Adiutant) | Wirginia            |
| Brevet Major George H. Terret   | Wirginia            |
| Kapitan Robert Tansill          | Wirginia            |
| Kapitan Algernon S. Taylor      | Wirginia            |
| Kapitan John D. Simms           | Wirginia            |
| Porucznik Israel Greene         | Wirginia            |
| Porucznik John K. H. Tatnall    | Georgia             |
| Porucznik Julius E. Meire       | Maryland            |
| Porucznik George P. Turner      | Wirginia            |
| Porucznik Thomas S. Wilson      | Missouri            |
| Porucznik Andrew J. Hays        | Alabama             |
| Porucznik Adam N. Baker         | Pensylwania         |
| Podporucznik George Holmes      | Floryda             |
| Podporucznik Calvin L. Sayre    | Alabama             |
| Podporucznik Henry L. Ingraham  | Karolina Południowa |
| Podporucznik Beckett K. Howell  | Missisipi           |

Wymienieni wyżej oficerowie zebrali się w kwaterze głównej w Richmond – wyjątkiem był kapitan Tansill, który zrezygnował ze służby przebywając na pokładzie USS „Congress”. Tansill został aresztowany na rozkaz sekretarza marynarki wojennej Gideona Wellesa po przybyciu do Nowego Jorku 23 sierpnia 1861 roku, bez postawienia oskarżeń, przesłuchania czy procesu. Został wymieniony 10 stycznia 1862 roku na więźniów wojennych i niezwłocznie po przybyciu do Wirginii wstąpił do CSMC.

Ta wielka niesprawiedliwość została uznana aktem Kongresu 11 kwietnia 1863 roku, który gwarantował, iż „oficerowie marynarki wojennej oraz piechoty morskiej, którzy zrezygnowali ze służby dla Stanów Zjednoczonych w konsekwencji secesji, i którzy zostali aresztowani i uwięzieni, a po uwolnieniu przeszli na służbę marynarki wojennej lub piechoty morskiej Stanów Skonfederowanych powinni być traktowani jako urlopowani i otrzymać żołd za okres uwięzienia, oraz czas do momentu przydzielenia im zadania przez marynarkę wojenną lub Korpus”.

### Skład
Na początku wojny skład Korpusu przedstawiał się następująco:
- 1 komendant-pułkownik
- 1 podpułkownik
- 3 majorów (kwatermistrz, rachmistrz oraz adiutant)
- 10 kapitanów
- 10 poruczników
- 20 podporuczników

24 września 1862 roku w skład żołnierzy wchodziło:
- 1 sierżant-major
- 1 sierżant-kwatermistrz
- 60 sierżantów
- 60 kaprali
- 840 szeregowych
- 30 bębniarzy
- 30 flecistów
- 4 muzyków

Choć Korpus autoryzował swoją liczebność na poziomie 1026 ludzi, faktyczny stan nigdy nie osiągnął tej liczby; stan na 30 października 1864 roku wykazywał jedynie 539 osoby. Większość oficerów Korpusu wcześniej należała do analogicznej jednostki po stronie USA, jednakże naczelny dowódca CSMC był skarbnikiem armii bez żadnego wcześniejszego doświadczenia w zawiadywaniu piechotą morską. Beall ukończył West Point i służył w 1 i 2 regimencie dragonów do 1844 roku, kiedy mianowano go skarbnikiem. Z funkcji zrezygnował 22 kwietnia 1861 roku, a 23 maja został mianowany pułkownikiem-komendantem Korpusu. Był jego jedynym dowódcą.

### Organizacja oddziałów
Oddziały CSMC stacjonowały w bazach okrętowych Konfederacji, jak również nabrzeżnych fortyfikacjach jak Fort Fisher w Karolinie Północnej. Marines służyli także na okrętach wojennych, takich jak CSS „Alabama”. W słynnej bitwie pomiędzy pancernikami USS „Monitor” oraz CSS „Virginia” kompania „C” obsługiwała działa na pokładzie tego drugiego.
W lecie 1862 roku Korpus został podzielony na oddziały wielkości drużyn i rozproszony po całym południu. Żołnierze mieli szkolić rekrutów artylerii, aby zapobiegać brakom wyszkolonych działowych. Z tego powodu kwatera główna Korpusu została ustanowiona w forcie Darling oraz Camp Beall, znajdujących się w Drewry’s Bluff na brzegu rzeki James w Wirginii. Trzy kompanie – „A”. „B” oraz „C” – stacjonowały w nowym obozie. Tamże, w lecie 1862, brali udział w odparciu ataków eskadry US Navy, w skład której wchodziły USS „Monitor” oraz USS „Galena”.
Pomimo dezercji oraz niskiego morale większość żołnierzy służyła wiernie i doczekała się pochwały z ust sekretarza marynarki Stephena Mallory’ego za „gotowość oraz efektywność”. Słabym punktem Korpusu były sprzeczki wywołane rangami, służbą portową oraz zadaniami administracyjnymi. Z powodu braku funduszy, Korpus miał ograniczone możliwości rekrutacyjne. Do 1864 roku miesięczny żołd ochotnika wynosił 3 dolary mniej niż w przypadku innych formacji. Dopiero pod koniec wojny zezwolono piechocie morskiej pobierać rekrutów z armii, aby wzmocnić swoje szeregi.

### Rola
Pierwszoplanową rolą marines było angażowanie się w działania obronne i zaczepne podczas abordaży oraz ochrona oficerów przed buntem załogi. Często ich kwatery były strategicznie lokowane pomiędzy kajutami kapitańskimi a kajutami dla marynarzy.
Regulacje Korpusu przeznaczały swoim żołnierzom stacjonowanie przy działach pod dowództwem własnych oficerów lub dołączanie się do innych dział w pojedynkę. Jednakże tego typu zachowania miały być przedsiębrane jedynie w najwyższej potrzebie. Piechociarze byli szkoleni w obsłudze dział, zaś wielu z nich służyło przy obsłudze nabrzeżnych baterii chroniących Wilmington, Charleston, Mobile, Nowy Orlean czy Savannah.
Z biegiem czasu piechota morska była zatrudniana do wykonywania zadań specjalnych.

## Rangi i umundurowanie
| Oznaczenia szarż oficerskich Korpusu Piechoty Morskiej Stanów Skonfederowanych   | Oznaczenia szarż oficerskich Korpusu Piechoty Morskiej Stanów Skonfederowanych   | Oznaczenia szarż oficerskich Korpusu Piechoty Morskiej Stanów Skonfederowanych   | Oznaczenia szarż oficerskich Korpusu Piechoty Morskiej Stanów Skonfederowanych   | Oznaczenia szarż oficerskich Korpusu Piechoty Morskiej Stanów Skonfederowanych   | Oznaczenia szarż oficerskich Korpusu Piechoty Morskiej Stanów Skonfederowanych   | Oznaczenia szarż oficerskich Korpusu Piechoty Morskiej Stanów Skonfederowanych   | Oznaczenia szarż oficerskich Korpusu Piechoty Morskiej Stanów Skonfederowanych   | Oznaczenia szarż oficerskich Korpusu Piechoty Morskiej Stanów Skonfederowanych   | Oznaczenia szarż oficerskich Korpusu Piechoty Morskiej Stanów Skonfederowanych   | Oznaczenia szarż oficerskich Korpusu Piechoty Morskiej Stanów Skonfederowanych   |
| Pułkownik                                                                        | Podpułkownik                                                                     | Major                                                                            | Kapitan                                                                          | Porucznik                                                                        | Podporucznik                                                                     |                                                                                  |                                                                                  |                                                                                  |                                                                                  |                                                                                  |
| Oznaczenia stopni żołnierskich Korpusu Piechoty Morskiej Stanów Skonfederowanych | Oznaczenia stopni żołnierskich Korpusu Piechoty Morskiej Stanów Skonfederowanych | Oznaczenia stopni żołnierskich Korpusu Piechoty Morskiej Stanów Skonfederowanych | Oznaczenia stopni żołnierskich Korpusu Piechoty Morskiej Stanów Skonfederowanych | Oznaczenia stopni żołnierskich Korpusu Piechoty Morskiej Stanów Skonfederowanych | Oznaczenia stopni żołnierskich Korpusu Piechoty Morskiej Stanów Skonfederowanych | Oznaczenia stopni żołnierskich Korpusu Piechoty Morskiej Stanów Skonfederowanych | Oznaczenia stopni żołnierskich Korpusu Piechoty Morskiej Stanów Skonfederowanych | Oznaczenia stopni żołnierskich Korpusu Piechoty Morskiej Stanów Skonfederowanych | Oznaczenia stopni żołnierskich Korpusu Piechoty Morskiej Stanów Skonfederowanych | Oznaczenia stopni żołnierskich Korpusu Piechoty Morskiej Stanów Skonfederowanych |
| Sierżant-major                                                                   | Sierżant-kwatermistrz                                                            | Sierżant służby uzbrojenia                                                       | Pierwszy sierżant                                                                | Sierżant                                                                         | Kapral                                                                           |                                                                                  |                                                                                  |                                                                                  |                                                                                  |                                                                                  |
| -------------------------------------------------------------------------------- | -------------------------------------------------------------------------------- | -------------------------------------------------------------------------------- | -------------------------------------------------------------------------------- | -------------------------------------------------------------------------------- | -------------------------------------------------------------------------------- | -------------------------------------------------------------------------------- | -------------------------------------------------------------------------------- | -------------------------------------------------------------------------------- | -------------------------------------------------------------------------------- | -------------------------------------------------------------------------------- |

### Oficerowie

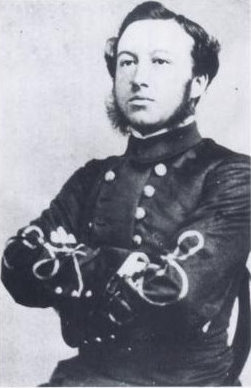
Przykład umundurowania, por. Frances H. Cameron

Podstawowym okryciem głowy oficera było szare, bądź niebieskie kepi z daszkiem i paskiem wykonanym z czarnej skóry.
Wśród płaszczy dominowały szare surduty wyposażone w dwa rzędy siedmiu, mosiężnych guzików. Rękawy oficerów zdobione były węzłami tyrolskimi, których liczba zależała od rangi – jeden u poruczników, dwa u kapitanów oraz trzy u oficerów polowych. Większość fraków była szara, jednakże niektóre posiadały ciemnoniebieskie kołnierzyki oraz mankiety, jak również złote epolety, identyczne jak te noszone przez oficerów US Marine Corps.
Spodnie, zazwyczaj granatowe, choć zdarzały się i jasnoniebieskie z czarnym lampasem wzdłuż szwu.
Mundury polowe wykonane były z flaneli lub dżinsu. Noszono także kamizelki ze stojącymi kołnierzami, trzema, bądź czterema kieszeniami oraz dziewięcioma mosiężnymi guzikami, z wygrawerowaną literą „M”. Wszystkie guziki wykonywane były w Wielkiej Brytanii.

### Żołnierze
Żołnierze nosili ciemnoniebieskie kepi z czubkami i paskami z czarnej skóry oraz guzikami po bokach.
Regulacje mundurowe przyznawały także żołnierzom dwa fraki galowe oraz cztery kurtki polowe, wszystkie w szarym kolorze, szamerowane czarną nicią na mankietach i kołnierzykach u podoficerów. Guziki identyczne jak w mundurach oficerskich. Rangi zaznaczone były na ramionach mankietów, jednak w odmiennie niż u US Marines, były ustawione ostrymi kątami do góry. Spodnie granatowe. Wszystko wykonane z flaneli, bądź dżinsu.

## Uzbrojenie

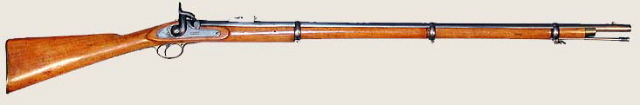
muszkiet gwintowany Enfield wz. 1853

Standardową bronią długą był brytyjski muszkiet gwintowany Enfield wz. 1853, jednakże podobnie jak w armii lądowej żołnierze używali wszystkiego co udało się zdobyć – od gładkolufowych muszkietów z zamkiem skałkowym po unijne karabiny Springfielda, ich kopie, czy też krótkie, ładowane odtylcowo karabinki Maynarda. Podoficerom wydawane były armijne miecze, bagnety, pochwy na nie, pudełka z kapiszonami oraz plecaki według wzorców British Army.

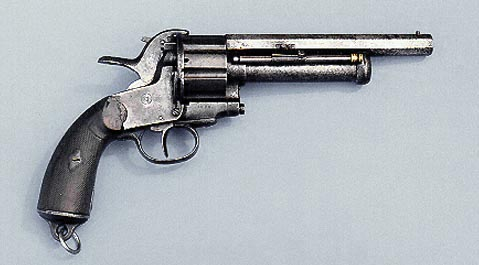
Rewolwer LeMat

Wśród broni przybocznych królował zdobyczny rewolwer Colt Army model 1860 (również w wersji.36 Navy) oraz konfederacki LeMat, posiadający prócz dziewięciu pocisków kalibru.42 jeden nabój śrutowy kalibru.20, bardzo przydatny w czasie abordażu.

## Służba w czasie wojny

### Osiągnięcia
Jednym z godniejszych zapamiętania osiągnięć była bitwa w zatoce Hampton Roads pomiędzy pancernikami USS „Monitor”, a CSS „Virginia” 8 i 9 marca 1862. Żołnierze Korpusu obsługiwali działa i robili to na tyle sprawnie, aby trafić do raportu admirała Franklina Buchanana, w którym chwalił ich trzeźwość umysłu. Tego typu akcje były jeszcze wielokrotnie powtarzane przez Korpus. Niewiele później kontyngent marines odparł federalny atak na uwięzioną w rzece James „Virginię” broniąc ją przed zdobyciem.

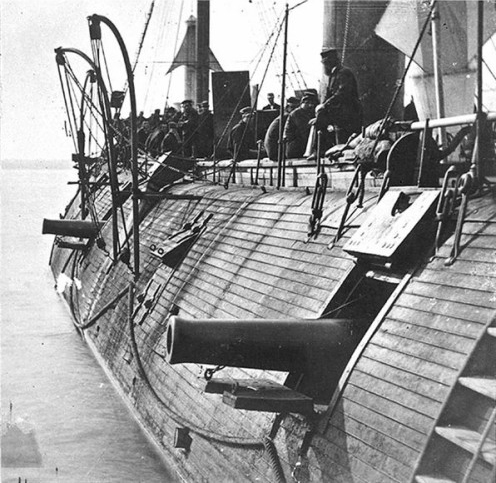
Widok na bakburtę USS „Galeny” podczas ostrzału Drewry’s Bluff na rzece James

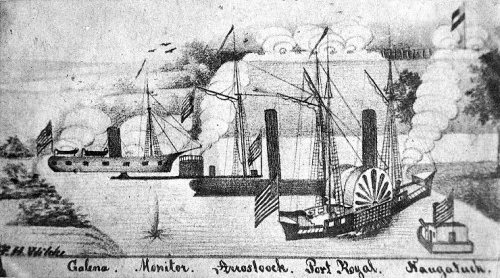
Okręty Północy pod Drewry’s Bluff

Po zniszczeniu „Virginii” 11 maja 1862 jej załoga została przeniesiona do obsługi baterii nabrzeżnych w Drewry’s Bluff. Piechota morska dotarła tam prawie na czas ataku unijnej grupy okrętów składającej się z „Monitora”. kanonierek USS „Galena” (opancerzonej) i USS „Aroostook” oraz parowca USS „Port Royal”. Poza celnym ogniem działowym strzelcy wyborowi marines ranili głównodowodzącego „Port Royal” i zadali wysokie straty federalnym marines na pokładzie wrogich statków, co przyczyniło się do ucieczki sił Północy.
Z upływem czasu piechota morska była używana do zadań specjalnych. Jednym z nich miało być planowane zdobycie federalnych pancerników w porcie Charlston w 1863 roku. CSMC miało wedrzeć się na pokłady okrętów w nocy i wygasić paleniska wrzucając siarkę, proch strzelniczy oraz mokre koce przez kominy. Opary siarki miały zmusić załogę do wyjścia na zewnątrz, gdzie zostałaby zaaresztowana. Dowództwo CSMC przeprowadziło odpowiednie szkolenia i żołnierze byli gotowi do przeprowadzenia akcji, jednakże unijne pancerniki po wpłynięciu do Charlston 6 kwietnia 1863 dostały tak potężny ostrzał, iż musiały się wydostać przez co misja została anulowana.
Piechota morska odegrała kluczową rolę w wyeliminowaniu parowca USS „Underwriter” ze stacjonującej w New Bern flotylli 2 lutego 1864 roku. Po krótkiej, acz brutalnej walce wręcz marines wraz z marynarzami zdobyli i zniszczyli okręt. Po zakończonej akcji dowodzący nimi oficer skwitował, że „jako oddział byliby najwyższym atutem każdej organizacji, zaś ja szczycić się będę faktem bycia łączonym z nimi”. CSMC zasłużyli się także zdobyciem USS „Water Witch” 2 czerwca 1864 w pobliżu Savannah, po zaledwie 10 minutach walki.
W lipcu 1864 roku Robert E. Lee stworzył plan przerzucenia batalionu marines przez federalną blokadę, tak aby mogli wylądować w punkcie obserwacyjnym nad Waszyngtonem. Celem tego działania miało być odbicie uwięzionych jeńców wojennych. Siłami wspierającymi miały być wojska gen. Jubala Early’ego dokonujące najazdu na federalną stolicę. Marines mieli być dowodzeni przez por. Thomasa Wilsona oraz ppor. Henry’ego McCune’a ze stanu Missouri. Jednakże z racji obaw, iż plan został odkryty, statki wiozące piechotę zostały zawrócone, a misja anulowana.

### Schyłek

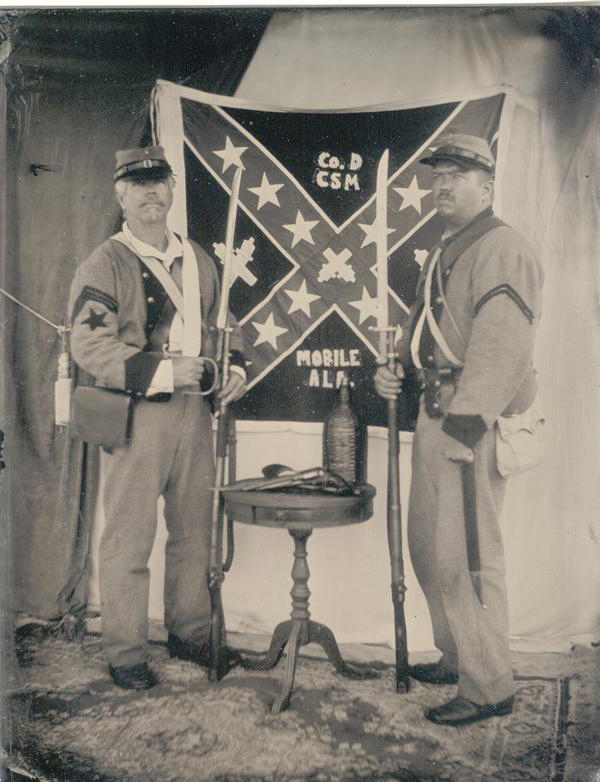
Żołnierze piechoty morskiej CSA pod Chickamauga w stanie Georgia

W grudniu 1864 Korpus był zaangażowany w walki przeciw siłom gen. Williama Shermana w pobliżu Savannah. Większa część żołnierzy Korpusu wzmocniła uchodzącą na północ armię. Południowe porty Konfederacji upadały jeden po drugim – Fort Fisher miał podzielić ich los. Po trzech dniach bombardowań siły federalne wylądowały na brzegu 15 stycznia 1865 roku i starły się z obrońcami, zdobywając baterię Buchanan oraz Mound. Wierny tradycji Korpusu, pięćdziesięcioosobowy oddział marines walczył do ostatniego żołnierza na bagnety i kule, broniąc dostępu do serca fortu.
Marines, którzy wycofali się z zajętych portów zostali przeniesieni do obsługi baterii nabrzeżnych w Richmond. Tam wraz z marynarzami utworzyli brygadę morską pod dowództwem kpt. Tuckera z marynarki wojennej, która weszła w skład dywizji gen. George’a Lee z armii Północnej Wirginii. 6 kwietnia 1865 roku jankesi zmietli korpus gen. Richarda Ewella, ariergardę konfederatów pod Sayler’s Creek; żołnierze piechoty morskiej bronili się tak zaciekle, że nacierające oddziały Północy ominęły ich linie i ruszyły za wycofującymi się jednostkami. Sercem stawiającej opór brygady był batalion dwustu marines, opierający się 37 regimentowi z Massachusetts oraz 121 z Nowego Jorku. Dowódca 37-ego chwalił przydzielone jego oddziałowi karabiny Spencera bez których nie udałoby się oprzeć huraganowemu ogniowi marines. Pomimo kapitulacji gen. Ewella morska brygada nadal walczyła – dopiero nacelowane na jej pozycje baterie okrętowe zmusiły kpt. Tuckera do wywieszenie białej flagi.
Resztka Korpusu w postaci 29 żołnierzy pod dowództwem por. Richarda Hendersona brały udział w kapitulacji gen. Lee w Appomattox 9 kwietnia 1865 roku. Ostatni oddział tej formacji poddał się w Hanna Bluff w Alabamie 10 maja tego samego roku.